# Wettinia microcarpa
Wettinia microcarpa är en enhjärtbladig växtart som först beskrevs av Karl Ewald Maximilian Burret, och fick sitt nu gällande namn av Rodrigo Bernal. Wettinia microcarpa ingår i släktet Wettinia och familjen Arecaceae. Inga underarter finns listade i Catalogue of Life.